# ميخائيل فورستر (رسام)
ميخائيل فورستر (بالإنجليزية: Michael Forster)‏ هو رسام أمريكي، ولد في 1907 في كلكتا في الهند، وتوفي في 2002 في ترين سانت لوان في المملكة المتحدة.